# SAKANAMON
SAKANAMON（サカナモン）は、日本のスリーピースロックバンド。バンド名の由来は「聴く人の生活の"肴"になるような音楽を作りたい」という願いから。2007年11月に結成。

## 略歴
- 2007年11月 - 専門学校の同級生である藤森と森野が出会い結成。[3]
- 2008年1月25日 - 大岡山PEAK-1にて初ライブを行う。
- 2009年 - 木村が加入し、現在の編成になった[2]。
- 2010年10月 - TOWER RECORDS主催オーディション「Knockin'on TOWER's Door」最終選考に残り、選考の一環として企画盤をタワーレコード限定でリリース[4][5]。
- 2011年9月 - 1stミニアルバム『浮遊ギミック」を発売[2]。TOWER RECORDSプッシュアイテム「タワレコメン」に選出された[5]。
- 2012年8月 - 25日に開催された初ワンマン「SAKANAMON THE PEAK-1MAN」ライブ中にビクターエンタテインメント内のレーベルであるGetting Betterからメジャーデビューすることを発表。[6]
- 2012年12月 - 1stアルバム『na』をリリースし、メジャーデビュー[2]。
- 2017年3月17日 - murffin discs主催「murffin night 2017 in TOKYO DAY2」に出演し、murffin discs内のレーベルTALTOに移籍することを発表。[7]
- 2023年5月、藤森がテレビアニメ『ぼっち・ざ・ろっく!』の劇中バンド・結束バンドの楽曲として「光の中へ」を提供[8]。同年7月、マカロニえんぴつの田辺由明をゲストギタリストに迎えたセルフカバー版を発表した[9]。

## メンバー
公式サイトの「PROFILE」に準拠。
| 名前                          | 誕生日                | 担当楽器        | 出身地 |
| ----------------------------- | --------------------- | --------------- | ------ |
| 藤森 元生 （ふじもり げんき） | 1988年3月6日（37歳）  | ボーカル&ギター | 宮崎県 |
| 森野 光晴 （もりの みつはる） | 1988年3月8日（37歳）  | ベース          | 東京都 |
| 木村 浩大（きむら こうた）    | 1988年3月17日（37歳） | ドラムス        | 青森県 |

## ディスコグラフィー

### 配信限定シングル
| 発売日         | タイトル                                 | レーベル | 収録アルバム     |
| -------------- | ---------------------------------------- | -------- | ---------------- |
| 2020年4月17日  | 丘シカ地下イカ坂                         | TALTO    | ことばとおんがく |
| 2020年9月25日  | ディスタンス                             | TALTO    | HAKKOH           |
| 2021年12月18日 | つつうららか                             | TALTO    | HAKKOH           |
| 2023年7月9日   | 光の中へ feat.田辺由明(マカロニえんぴつ) | TALTO    | OTOMO            |
| 2023年9月3日   | 4696 feat. meiyo                         | TALTO    | OTOMO            |
| 2023年11月15日 | 猫の尻尾 feat. 蒼山幸子                  | TALTO    | OTOMO            |
| 2024年10月8日  | ただそれだけ                             | TALTO    |                  |
| 2025年1月22日  | voices                                   | TALTO    | OTOMO            |

### 楽曲提供
| 発売日        | タイトル               | 収録曲       | 備考                      |
| ------------- | ---------------------- | ------------ | ------------------------- |
| 2021年3月24日 | WON『日記』            | 日記         | 作詞：WON、作曲：藤森元生 |
| 2021年9月6日  | WON『タイムリープ』    | タイムリープ | 作詞：WON、作曲：藤森元生 |
| 2023年5月24日 | 結束バンド『光の中へ』 | 光の中へ     | 作詞・作曲：藤森元生      |

## ミュージックビデオ
| 監督                    | 曲名 |
| ----------------------- | --- |
| 岩崎淳                  | 「幼気な少女-アリが対バンツアーバージョン-」「TOWER from MADOGI WORLD TOUR at 赤坂BLITZ 2014.5.23」 |
| 大喜多正毅 / 矢野ほなみ | 「アリカナシカ」 |
| 柿本ケンサク / 稲垣理美 | 「シグナルマン」 |
| 鹿島昂揮                | 「少年Dの精神構造」 |
| 酒井ダイスケ            | 「かっぽじれーしょん feat.もっさ (ネクライトーキー) 」「光の中へfeat.田辺由明（マカロニえんぴつ）」 |
| 佐藤翼                  | 「TSUMANNE～妄想バージョン～」「PLAYER PRAYER」「クダラナインサイド“東名阪までイッテcue!”ライブ映像」「STOPPER STEPPER＠ZeppTokyo」「SYULOVER@ZeppTokyo」「コウシン」「鬼」「アフターイメージ」「CORE (2021/1/11『Go To SAKANAMON THE WORLD』より)」「OTOTOTOTONOO」 |
| 清水康彦                | 「TOWER」「DAPPI」「ディスタンス」 |
| 須藤カンジ              | 「マジックアワー」 |
| 田村啓介                | 「クダラナインサイド」 |
| 津田誠                  | 「ぱらぱらり」「UTAGE」 |
| 内藤幸平                | 「矢文」「HOME」 |
| 原田武明                | 「かくれんぼ」 |
| 藤村享平                | 「花色の美少女」 |
| 横堀光範                | 「テヲフル」「CATCHY」「ロックバンド」 |
| WAKAME                  | 「カタハマリズム」「ミュージックプランクトン」 |

## タイアップ
| 曲名                                             | タイアップ                                                                     |
| ------------------------------------------------ | ------------------------------------------------------------------------------ |
| TSUMANNE                                         | フジテレビ系ドラマ『妄想彼女』主題歌                                           |
| 君のOOをXXしたい                                 | スペースシャワーTV『スリーピース～とあるクソバンドが自然消滅するまで〜』主題歌 |
| TOWER                                            | スペースシャワーTV 2014年2月度POWER PUSH                                       |
| 花色の美少女                                     | テレビ東京ドラマ『たべるダケ』オープニングテーマ                               |
| クダラナインサイド                               | パンサー菅良太郎主催トークライブ『くだらないの中に』テーマソング               |
| リーマンビートボックス                           | TOKYO FM『Skyrocket Company』2016年7月度「スカレコ～社員のうた～」             |
| FINE MAN ART                                     | テレビ大阪・BSテレ東テレビドラマ『ハイポジ 1986年、二度目の青春。』主題歌      |
| HOME                                             | 日本テレビ系『バゲット』2020年2月度エンディングテーマ                          |
| 丘シカ地下イカ坂                                 | NHK『みんなのうた』2020年4-5月                                                 |
| ディスタンス                                     | ”TOKYO TELEWORK FILM”第6弾『でぃすたんす』劇伴                                 |
| かっぽじれーしょん feat.もっさ(ネクライトーキー) | テレビ東京系『モヤモヤさまぁ〜ず2』2021年4月度エンディングテーマ               |
| つつうららか                                     | 宮崎市プロジェクト『宮崎食堂』書き下ろし曲                                     |
| ZITABATA(サカなもん Ver.)                        | ゲーム『グーニャモンスター』コラボ書き下ろし曲                                 |
| voices                                           | テレビ朝日『永野&くるまのひっかかりニーチェ』2025年2月度エンディングテーマ     |

## 主なライブ

### ワンマンライブ・主催イベント
- 2011年10月29日 - SAKANAMONインストアイベント
- 2011年10月30日 - SAKANAMON THE GIMMICK
  - w/Brian the Sun/柿澤秀吉(from秀吉)/ボナンザグラム/OLD JOE
- 2012年06月12日-06月30日 (3公演) - SAKANAMON THE NON-FICTION
  - w/OTOTOI GROUP/きのこ帝国/Wienners/SEBASTIAN X/NOVELS
- 2012年08月25日 - SAKANAMON THE PEAK-1MAN
- 2012年10月26日 - 肴者世界 vol.1
  - w/GOOD ON THE REEL/MAGIC OF LiFE
- 2012年12月04日 - SAKANAMONの「na」がいよいよ発売だna!!! on Ustream
- 2013年01月21日-24日 (4公演) - SAKANAMON/東京カランコロン「ワンマ ソツアーだna 〜Wレコ発初上陸編〜」
- 2013年02月21日 - 肴者報道21 on Ustream
- 2013年02月22日-04月06日 (4公演) - SAKANAMON レコ発ツアーだna
  - w/KEYTALK/音速ライン
- 2013年04月10日 - SAKANAMON 僕のシグナルが言うストリーム on Ustream
- 2013年07月04日-11日 (3公演) - SAKANAMON 閃光のジャスティスロードツアー
- 2013年09月28日,29日 - SAKANAMONインストアイベント
- 2013年08月28日 - SAKANAMON 花色の美男子納涼会 on Ustream
- 2013年10月22日-12月03日 (7公演) - SAKANAMON 花色の美男美女ツアー
  - w/The SALOVERS/Czecho No Republic/tricot/GOING UNDER GROUND
- 2014年01月21日 - INSUROCKで結束飲みーてぃんぐ on Ustream
- 2014年04月03日-05月23日（7公演） - SAKANAMON MADOGI WORLD TOUR
- 2014年11月04日-12月01日 (8公演) - SAKANAMONのアリが対バンツアー2014
  - w/GOOD ON THE REEL/THE ORAL CIGARETTES/ねごと/cinema staff/a flood of circle
- 2015年04月15日,18日 - 「あくたもくた」リリース記念インストアイベント・アコースティックライブ＆握手会
- 2015年06月12日 - 妄想彼女第3話＆全国ツアー直前スペシャル「SAKANAMONのTSUMANNEニコ生！」 on ニコニコ生放送
- 2015年06月17日-07月24日 (8公演) - SAKANAMONワンマンツアー2015 ～あく太もく太の大冒険～
- 2015年10月06日 - ツアー直前！SAKANAMONの仲良くなりツイキャス！ on TwitCasting
- 2015年10月14日-11月26日 (7公演) - SAKANAMONの仲良くなり対バンツアー2015
  - w/ドラマチックアラスカ/lego big morl/SUPER BEAVER/シナリオアート/藍坊主/ザ・チャレンジ
- 2016年04月03日 - 第一回全日本肴者会議
- 2016年04月20日 - LINE LIVEの宴 on LINE LIVE
- 2016年04月22日,23日,24日 - SAKANAMON「HOT ATE」リリース記念・“CHOTTO AGE”インストアイベント
- 2016年06月08日 - SAKANAMON THE TV on TwitCasting
- 2016年06月26日-07月18日 (8公演) - SAKANAMON MOT AGE TOUR 2016
- 2016年09月21日 - 『浮遊ギミック』発売5周年記念ワンマン SAKANAMON THE GIMMICK vol.2
- 2016年11月13日-11月30日 (3公演) - SAKANAMON MOT MOT AGE TOUR 2016
  - w/SHE'S/sumika/イトヲカシ
- 2017年05月11日 - SAKANAMON”cue”発売記念アウトストアライブ×「くだらないの中に」eggman出張編
- 2017年05月14日 - 『cue』発売記念タワーレコード新宿店インストアライブ
- 2017年07月13日-07月23日 (3公演) - 東名阪までイッテcue!
- 2017年11月12日-12月18日 (10公演) - 9な帰省ですみま10ツアー
  - w/Bentham/cinema staff/モーモールルギャバン/リーガルリリー
- 2018年01月18日,20日 - 居酒屋”肴者”おもてなしテンメニュー "生インストアライブ東京&大阪"
- 2018年04月05日-05月19日 (10公演) - 結成10周年 「・・・」リリース記念 ワンマンツアー "延々々"
- 2018年09月07日-11月11日 (12公演) - 結成10周年対バンツアー "連々々"
  - w/Saucy Dog/リーガルリリー/マカロニえんぴつ/ねごと/藍坊主/サイダーガール/2/Czecho No Republic/キュウソネコカミ/フラワーカンパニーズ/KEYTALK
- 2019年01月13日 - 第二回 全日本肴者会議
- 2019年03月08日-04月07日 (10公演) - "SAKANAMON THE UPDATE TOUR 〜BUDDY→Victor→TALTO〜"
- 2019年07月07日,12日 - 音楽居酒屋肴者
- 2019年07月28日 - PEAK-1 15th Anniversary 初ワンマンと(ほぼ)同じセットリストでやるワンマン
- 2019年08月08日,09日,24日 - ミニアルバム『GUZMANIA」リリースインストアライブ
- 2019年09月29日-12月01日 (12公演) - ミニアルバムリリースTOUR 2019 "SAKANAMON ver.11-12"
- 2020年3月13日 - SAKANAMONフライデーナイト on YouTube Live
- 2020年5月11日 - お家で居酒屋肴者〜きみの家で鑑賞会〜 on YouTube Live
- 2020年5月17日 - お家で居酒屋肴者〜ぼくらのテレワーク〜 on YouTube Live
- 2020年5月31日 - お家で居酒屋肴者〜みんなでレクレーション〜 on YouTube Live
- 2020年6月25日 - お家で居酒屋肴者〜今こそ演奏会〜 on YouTube Live
- 2020年7月26日 - SAKANAMON 全国”着陸”ワンマンツアー オンライン振替公演〜君の家まで〜
- 2020年9月26日 - ENOSUI × SAKANAMON “COOL AGE NIGHT” on YouTube Live
- 2021年01月11日 - Go To SAKANAMON THE WORLD on Streaming+
- 2021年03月27日 - SAKANAMON × 大岡山PEAK-1 presents 『昼の肴・夜の肴』
- 2021年04月13日 - お家で居酒屋肴者〜「ことばとおんがく」リリース記念SP〜
- 2021年07月10日-07月30日 (3公演) - SAKANAMON ONEMAN LIVE 2021"OTOTOTOUR"
- 2021年08月18日 - お家で居酒屋肴者〜納涼会編〜
- 2021年10月02日 - SAKANAMON Special Acoustic Live 『SAKANAMON THE GALAXY』
- 2021年11月11日・19日 - SAKANAMON THE QUEST ～15周年への道～「はじまりの町」
- 2022年02月17日・18日・25日 - SAKANAMON THE QUEST ～15周年への道～「記憶の回廊」
- 2022年05月14日-6月5日 (7公演) - SAKANAMON THE QUEST～15周年への道～「冒険者の酒場」
- 2022年08月31日 - SAKANAMON THE QUEST～15周年への道～「クアトロ城の戦い」
  - w/ネクライトーキー
- 2022年10月25日 - SAKANAMAON「HAKKOH」リリース記念～ツタコネで肴者～
- 2022年11月11日-12月10日 (9公演) - SAKANAMON 15th ANNIVERSARY LIVE TOUR "発光"
- 2023年02月17日・22日 - SAKANAMON 15th ANNIVERSARY SPECIAL LIVE "発酵"
- 2023年05月12日 - えのすいフライデーナイト♪vol.12 えのすい×SAKANAMON
- 2023年07月08日 - SAKANAMON 15th ANNIVERSARY 2MAN LIVE "憧憬"
  - w/the band apart
- 2023年09月02日-11月11日 (11公演) - SAKANAMON 15th ANNIVERSARY LIVE TOUR “真向”
- 2024年4月5日-6月1日 (10公演) - SAKANAMON TOUR 2024 “来ぶらり”
- 2024年10月4日-11月9日 (5公演) - SAKANAMON TOUR 2024「ト・モ・ダ・チ？トモダチッテウマイノカ？？？」
  - w/バウンダリー/SPRINGMAN/meiyo/鉄風東京/cinema staff

## 配信
- Ustream「SAKANAMON初のワンマンライブ生中継！」(2012年8月25日)
- Ustream「SAKANAMONの「na」がいよいよ発売だna!!!」(2012年12月4日)
- Ustream「SAKANAMON / 肴者報道21」(2013年2月21日)
- Ustream「SAKANAMON 僕のシグナルが言うストリーム」(2013年4月10日)
- Ustream「SAKANAMON 花色の美男子納涼会」(2013年8月28日)
- Ustream「INSUROCKで結束飲みーてぃんぐ」(2014年1月21日)
- Ustream「SAKANAMON公開Ustream配信」(2015年4月14日)
- ニコニコ生放送「「妄想彼女」第3話＆全国ツアー直前スペシャル”SAKANAMONのTSUMANNEニコ生！”」(2015年6月12日)
- LINE LIVE「LINE LIVEの宴」(2016年4月20日)
- TwitCasting「SAKANAMON THE TV on TwitCasting」(2016年6月8日)
- スペシャアプリ/LINE LIVE「SAKANAMONの9な帰省ですみま10ツアー結成日SPライブ配信」(2017年11月12日)
- YouTube Live「SAKANAMONフライデーナイト」(2020年3月13日)
- YouTube Live「お家で居酒屋肴者〜きみの家で鑑賞会〜」(2020年5月11日)
- YouTube Live「お家で居酒屋肴者〜ぼくらのテレワーク〜」(2020年5月17日)
- YouTube Live「お家で居酒屋肴者〜みんなでレクレーション〜」(2020年5月31日)
- YouTube Live「お家で居酒屋肴者〜今こそ演奏会〜」(2020年6月25日)
- Streaming+「SAKANAMON 全国”着陸”ワンマンツアー オンライン振替公演〜君の家まで〜」(2020年7月26日)
- YouTube Live「ENOSUI × SAKANAMON “COOL AGE NIGHT”」(2020年9月26日)
- Streaming+「Go To SAKANAMON THE WORLD」(2021年1月11日)
- YouTube Live「お家で居酒屋肴者〜「ことばとおんがく」リリース記念SP〜」(2021年4月13日)
- YouTube Live「お家で居酒屋肴者〜納涼会編〜」(2021年8月18日)